# Ашукино
Ашукино — посёлок городского типа в Пушкинском городском округе Московской области России. Расположен в 18 км к северо-востоку от города Пушкино.

## История
В старину на месте поселка Ашукино стояла маленькая деревенька на десять дворов — Своробино. Мимо неё проходила дорога к старинным русским городам — Ростову и Угличу. Жители деревни занимались земледелием и лесозаготовкой. До ХV века деревня Своробино входила в состав Рязанского княжества. В течение нескольких столетий владельцы деревни неоднократно менялись: были среди них князья Голицыны и многие другие.
Деревня Своробино до 1917 года входила в состав Дмитровского уезда, а позже, до 1930 года, была в составе Софринской волости Сергиевского уезда.
По другую сторону железной дороги находилось поместье купца Ашукина. На свои средства он построил железнодорожную станцию и деревянное здание вокзала.
В 1936 году Правительство Москвы приняло постановление о создании поселка Ашукино. В поселок переселяли москвичей, дома которых подлежали сносу по генеральному плану реконструкции столицы. Территория Ашукина стала застраиваться частными жилыми домами переселенцев. Деревня Своробино была включена в состав поселка Ашукино.

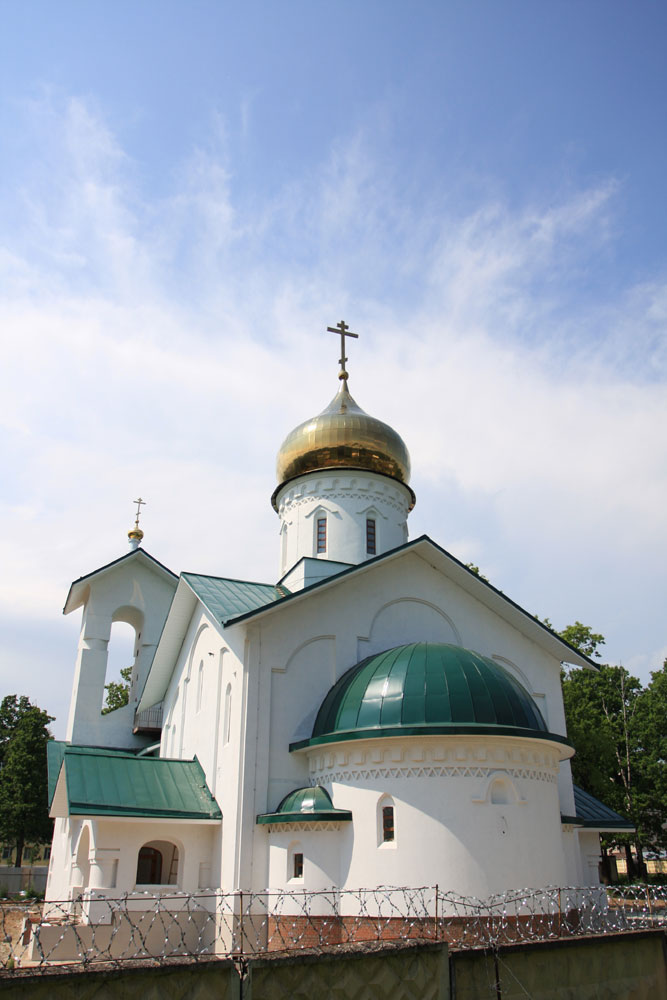
Храм Святого благоверного князя Александра Невского

Через посёлок проходит автобусный маршрут № 34 (ст. Софрино — пл. Ашукинская — Воздвиженское — Мураново — Луговая). Есть средняя общеобразовательная школа.
В Ашукине расположен храм благоверного князя Александра Невского (открыт 27 сентября 2009 года, располагается на территории Софринской бригады оперативного назначения ВВ МВД РФ) и храм во имя иконы Божией Матери, именуемой «Всех скорбящих Радость» (расположен на кладбище посёлка).
В апреле 2016 года открыт памятник лётчикам, погибшим при защите Отечества. На постаменте рядом с Аллеей Памяти, неподалёку от железнодорожного переезда, установлен лёгкий фронтовой истребитель МиГ-29.
До 2019 года посёлок являлся административным центром ныне упраздненного городского поселения Ашукино.
В 2025 году дачный посёлок преобразован в посёлок городского типа.

## Достопримечательности
В четырёх километрах от посёлка Ашукино, в деревне Мураново, расположен всероссийски известный музей-заповедник имени Ф. И. Тютчева.
В Ашукине находится могила участника Великой Отечественной войны и Героя Советского Союза лётчика Павла Михайловича Круглова, капитана Советской армии. Часть его регалий была передана в Ашукинский поисковый клуб «Романтик».

## События
9 июня 2016 года истребитель Су-27 пилотажной группы «Русские витязи» разбился в Московской области вблизи деревни Мураново. Пилот погиб. Военный самолет участвовал в церемонии открытия памятника Авиаторам России в поселке Ашукино Пушкинского района, истребитель разбился при возвращении на базу. По предварительным данным, причиной крушения мог стать отказ техники.
4 февраля 2022 года в поселке под тяжестью снега обрушилась крыша нового здания школы, построенного в 2021 году по «Национальным проектам России». Площадь обрушения составила 700 м². В момент обрушения занятия в школе уже закончились и детей не было. Предварительная причина обрушения — скопившийся на крыше снег.

## Население
| 1959  | 1979  | 1989  | 2002  | 2006  | 2009  | 2010  | 2012  |
| ----- | ----- | ----- | ----- | ----- | ----- | ----- | ----- |
| 9817  | ↘5624 | ↘4585 | ↗6362 | →6362 | ↗7110 | ↗9942 | ↘9887 |
| 2013  | 2014  | 2015  | 2016  | 2017  | 2018  | 2019  | 2020  |
| ↘9765 | ↘9692 | ↗9954 | ↘9783 | ↘9728 | ↘9544 | ↘9399 | ↘9327 |
| 2021  | 2023  | 2024  |       |       |       |       |       |
| ↘8855 | ↘8778 | ↗8789 |       |       |       |       |       |